# Jaroslav Větrovský
Jaroslav Větrovský (* 31. července 1968 Tábor) je český politik a učitel, v letech 2016 až 2022 senátor za obvod č. 13 – Tábor, od roku 2006 starosta města Mladá Vožice na Táborsku. V říjnu 2020 se stal předsedou Senátorského klubu PROREGION, který je složený ze zástupců hnutí ANO a ČSSD a byl jím až do senátních voleb 2022, ve kterých neobhájil mandát senátora.

## Život
Vystudoval Pedagogickou fakultu Jihočeské univerzity v Českých Budějovicích (získal titul Mgr.). V letech 1992 až 1996 pracoval jako učitel na základní škole ve městě Mladá Vožice na Táborsku a poté šest let do roku 2002 jako ředitel venkovské základní a mateřské školy v obci Ratibořské Hory (rovněž na Táborsku).
Jaroslav Větrovský žije ve městě Mladá Vožice na Táborsku. Je ženatý, s manželkou Janou mají dva syny – Jana (* 1996) a Jaroslava (* 1999). Mezi jeho záliby patří sport (fotbal, tenis, lyžování, cyklistika, snowboarding) a četba (literatura faktu, historie, středověká filozofie).

## Politické působení
Do politiky vstoupil, když byl v komunálních volbách v roce 1998 zvolen jako nestraník za ČSSD na kandidátce subjektu Koalice ČSSD, SV zastupitelem města Mladá Vožice na Táborsku. Mandát zastupitele obhájil ve volbách v roce 2002, když jako nezávislý vedl kandidátku subjektu SNK-„Nezávislí 2002“. Navíc byl zvolen uvolněným místostarostou města. Také ve volbách v roce 2006 byl úspěšným lídrem kandidátky Sdružení nezávislých kandidátů – „Nezávislí 2006“ a následně se stal starostou města. Ve volbách v roce 2010 opět obhájil mandát zastupitele, z pozice nezávislého vedl kandidátku subjektu Sdružení nezávislých kandidátů – „Nezávislí 2010“. V listopadu 2010 byl podruhé zvolen starostou. Rovněž ve volbách v roce 2014 získal nejdříve mandát zastupitele (lídr uskupení „Nezávislí 2014“) a následně byl v listopadu 2014 již po třetí zvolen starostou města. I ve volbách v roce 2018 obhájil post zastupitele města, když jako nezávislý vedl kandidátku subjektu „Sdružení nezávislých kandidátů "Nezávislí 2018"“. a následně byl na konci října 2018 po čtvrté zvolen starostou města. V komunálních volbách v roce 2022 obhájil mandát zastupitele, když vedl kandidátku mladovožického sdružení nezávislých kandidátů „Nezávislí 2022“ a již páté volební období vykonává funkci starosty města.
V roce 2014 se stal v soutěži Svazu měst a obcí ČR nejlepším starostou Jihočeského kraje pro období let 2010 až 2014. V krajských volbách v roce 2012 kandidoval do Zastupitelstva Jihočeského kraje za hnutí Jihočeši 2012, ale neuspěl (po krátkou dobu byl také členem tohoto hnutí).
Ve volbách do Senátu PČR v roce 2016 kandidoval jako nestraník za hnutí ANO 2011 v obvodu č. 13 – Tábor. Se ziskem 17,83 % hlasů postoupil z prvního místa do druhého kola, v němž porazil poměrem hlasů 59,83 % : 40,16 % sociálního demokrata Jana Mládka. Stal se tak senátorem. V říjnu 2020 byl zvolen novým předsedou senátorského klubu senátorů za ANO a ČSSD pod názvem Senátorský klub PROREGION.
Ve volbách do Senátu PČR v roce 2022 obhajoval mandát senátora jako nestraník za JIH 12 v obvodu č. 13 – Tábor. V prvním kole skončil druhý s podílem hlasů 22,67 %, a postoupil tak do druhého kola, v němž se utkal s kandidátem koalice SPOLU (tj. ODS, KDU-ČSL a TOP 09) a hnutí Tábor 2020 Markem Slabým. V něm prohrál poměrem hlasů 46,52 % : 53,47 %, a mandát senátora se mu tak nepodařilo obhájit. Opustil tak i funkci předsedy Senátorského klubu PROREGION, jeho nástupcem se stal Miroslav Adámek.